# Saint-Genis-sur-Menthon

Saint-Genis-sur-Menthon este o comună în departamentul Ain din estul Franței.